# C.R.A.Z.Y.
C.R.A.Z.Y. è un film del 2005, diretto da Jean-Marc Vallée. Girato in Canada, viene presentato in anteprima al pubblico italiano il 18 settembre 2005 durante la Mostra Internazionale d'Arte Cinematografica di Venezia, per poi uscire in tutte le sale cinematografiche il 3 marzo 2006.
Il titolo del film fa riferimento alle iniziali dei nomi dei cinque fratelli protagonisti della pellicola: Christian, Raymond, Antoine, Zachary e Yvan. Un altro riferimento è alla canzone "Crazy" di Patsy Cline, della quale il padre è follemente innamorato.

## Trama
Zachary Beaulieu cresce nella turbolenta Québec degli anni sessanta e settanta. Quarto di cinque fratelli, compirà un viaggio che lo porterà alla ricerca della propria sessualità e a farsi accettare dal suo omofobo padre.

## Musiche
La colonna sonora del film è probabilmente uno degli elementi centrali e importanti della pellicola, di sicuro è stata spesa per essa, una parte consistente del budget. Nel film compaiono dei brani importanti di Patsy Cline, dei Pink Floyd e dei Rolling Stones e il brano "Space Oddity" di David Bowie.
Il brano di Charles Aznavour, Emmenez-moi, viene inserito in più parti del film, spesso cantato dal padre. Quest'ultimo canta, durante il ventesimo completanno di Zac, anche altre canzoni dello stesso autore come Hier Encore.